# Meditación Acem
La Meditación Acem es una técnica de meditación desarrollada en Escandinavia desde 1966 por la Escuela Acem de Meditación, y que en la actualidad se enseña en un gran número de países alrededor del mundo. 
No es religiosa, y sus efectos se atribuyen en gran medida a mecanismos psicológicos y fisiológicos. Está orientada hacia el proceso, definiéndose una meditación correcta en base a cómo se práctica y no en la consecución de determinadas experiencias o estados de la mente. Y en contraste con muchas otras formas de meditación, no utiliza la concentración, sino todo lo contrario, permite que los pensamientos espontáneos vayan y vengan durante la meditación. Según Acem, esto aumenta la relajación y estimula un proceso a largo plazo de crecimiento personal.

## Técnica
La Meditación Acem consiste en repetir en la mente un sonido simple, denominado "sonido de meditación", formado por una combinación sin significado de vocales y consonantes, que ayudan a la mente y al cuerpo a relajarse, y a que el material del inconsciente se acerque hacia la consciencia. Se considera que el modo en que el meditador repite el sonido de meditación es de suma importancia. El sonido debe repetirse con la llamada "actitud mental libre", es decir sin esfuerzo, de una manera que no requiera concentración, y que permita que afloren pensamientos, emociones y otros impulsos del inconsciente. De vez en cuando uno se olvidará de repetir el sonido, al ser absorbido por los pensamientos espontáneos, y eso se considera una parte central de la técnica.
En línea con este enfoque sobre la actitud mental libre, Acem no recomienda la postura del loto ni cualquier otra posición que produzca tensión en el cuerpo. El meditador debe sentarse cómodamente, con un buen apoyo a nivel de la columna lumbar.
Los hábitos de meditación pueden variar, pero para conseguir resultados a largo plazo se recomienda meditar diariamente, o 45 minutos una vez al día, o 30 minutos dos veces al día.
Los cursos de Meditación Acem incluyen cursos de iniciación, cursos para meditadores asentados, y retiros con meditaciones largas. Estos cursos hacen hincapié en la dinámica de grupos y alientan a que cada uno hable sobre su práctica personal. Acem considera que la orientación individual o en grupo es una herramienta que incrementa los efectos de la meditación, y a veces brinda la oportunidad de hablar acerca de temas fundamentales de la vida, que suelen reflejarse en la práctica meditativa de cada uno. 
Las meditaciones largas (de duración superior a una hora), seguidas de una orientación, proporcionan una relajación más profunda y aumentan la posibilidad de crecimiento personal. La mayoría de los centros Acem organizan encuentros con meditaciones que duran entre media hora y 2 horas. En los retiros, la duración de las meditaciones se incrementa hasta las tres horas, y en los cursos llamados de profundización hasta las 6 horas.

## Investigación
En años recientes se ha realizado una cantidad cada vez mayor de investigaciones sobre los efectos psicológicos, fisiológicos y clínicos de las técnicas de meditación en general y de la Meditación Acem en particular. 
El Dr. Erik Solberg, de la facultad de Medicina de la Universidad de Oslo, Noruega, exploró los efectos psicobiológicos de la Meditación Acem en su tesis doctoral de 2004. Posteriormente, varias estudios han ahondado en  los mecanismos y las aplicaciones prácticas de esta técnica.
Uno de los estudios muestra que la Meditación Acem reduce la frecuencia cardiaca, la presión arterial, y la tensión muscular. El enlentecimiento del ritmo cardiaco es mayor y más estable que durante el descanso ordinario. Un ritmo cardíaco lento se suele considerar como indicativo de relajación (Solberg 2004).
Además, un estudio sobre la variabilidad de la frecuencia cardiaca mostró que la relajación del corazón durante la Meditación Acem es producida por un aumento de la actividad parasimpática del sistema nervioso autónomo (Nesvold 2012).
En un estudio sobre el rendimiento en situaciones de estrés, unos deportistas que habían aprendido Meditación Acem mejoraron sus marcas durante la competición en comparación con un grupo control que no aprendió a meditar, indicando que la Meditación Acem reduce el nivel de estrés en situaciones de tensión y exigencia.
Otro estudio mostró que los meditadores tenían niveles de lactato en sangre después del ejercicio físico significativamente menores que el grupo control, lo cual indica una recuperación más rápida.
En un estudio acerca del efecto de la meditación sobre las células del sistema inmune, Eric Solberg halló que la práctica de la meditación puede a largo plazo influenciar el número absoluto de linfocitos en reposo. Los corredores que practicaban meditación tenían, en reposo antes de la carrera, recuentos de linfocitos más bajos. 
Un estudio reciente (2010) investigó el efecto de la Meditación en cuanto a la activación de distintas áreas cerebrales, medida mediante Resonancia Nuclear Magnética cerebral funcional, en personas con larga experiencia en meditación Acem. Se observó una activación bilateral de la circunvolución frontal inferior, significativamente mayor que con las técnicas de meditación con concentración (dirigidas).  Esta activación cerebral no crea habituación con el tiempo. Estas observaciones sugieren que la meditación enfocadas en una atención sin concentración puede activar distintas áreas de la corteza prefrontal, con implicaciones para la comprensión de los correlatos neurobiológicos de la meditación.
La Investigación cerebral reciente muestra que el cerebro tiene diferentes redes, incluida la llamada red por defecto, que se activa cuando el cerebro no se ocupa en nada en particular, sino que descansa. Un estudio realizado con meditación Acem muestra una mayor actividad en esta red, como indicador de que el cerebro descansa eficazmente durante la meditación.

## Efectos
La relajación es un efecto básico de la Meditación Acem. La técnica tiene además efectos beneficiosos sobre el insomnio, la dificultad para concentrarse, los dolores de cabeza y otros síntomas físicos, y también sobre las relaciones interpersonales, entre otros; todo ello ocurre como extensión de la respuesta de relajación producida por la práctica meditativa.
La Meditación Acem a menudo se utiliza como una técnica para combatir el estrés, y Acem organiza también cursos específicamente diseñados para manejar dicho estrés.
Sin embargo, los meditadores regulares suelen valorar la meditación Acem fundamentalmente como un método para el crecimiento personal a largo plazo más que como una simple técnica de relajación. Según la psicología Acem, la meditación puede ayudar al individuo a superar algunas de las limitaciones establecidas por su personalidad, llevándole hacia un esquema mental más libre y un mayor grado de receptividad y sensibilidad. Las mismas limitaciones que le crean problemas a la persona en su vida diaria influyen también de vez en cuando en su forma de meditar: por ejemplo, una persona tensa puede repetir el sonido con demasiada fuerza, mientras que una persona elusiva tenderá a ser más pasiva durante su meditación. El ir ajustando diariamente la práctica meditativa es un modo de superar estas limitaciones, no solo en la meditación, sino también en la vida diaria.
Los elementos más importantes de la psicología de la técnica por parte de Acem se explican en el libro "Fuerza interior: la actitud mental libre en la meditación Acem".

## Historia
El fundador de la Meditación Acem, Are Holen, aprendió meditación profunda (posteriormente llamada Meditación Trascendental ) de Mahesh Yogi en 1962, y en enero de 1966 fundó la Sociedad de Meditación Académica, precursora de la Escuela Acem de Meditación, en la Universidad de Oslo. Al principio representó a Mahesh Yogi en Noruega, pero Acem pronto se distanció del movimiento de la Meditación Trascendental debido a desacuerdos sobre métodos e ideología. [11]

## Libros
- Meditación Acem: guia complementaria, Acem Publishing, ISBN 82-91405-13-1

- Fuerza interior: la actitud mental libre en la Meditación Acem, Acem Publishing, ISBN 82-91405-09-3. En este libro (55 páginas), el Dr. Are Holen expone la importancia de la actitud mental libre en la meditación Acem. Explica cómo cultivar y mantener una actitud mental libre mientras meditamos e indica los cambios que se pueden producir con esta actitud.

- Fighting Stress: reseñas de investigaciones sobre meditación, editado por Svend Davanger, Halvor Eifring y Anne Grete Hersoug, ISBN 978-82-91405-16-2

- Psicología del silencio: perspectivas sobre la meditación Acem, ISBN 978-82-91405-32-2. Este libro ofrece una introducción legible e interesante al fenómeno de la meditación Acem. Explica cómo se diferencia de otros métodos de meditación.

- El poder de la mente errante: meditación no dirigida en la ciencia y Filosofía, ISBN 978-82-91405-55-1. Este libro analiza la investigación sobre meditación no dirigida. Está escrito por expertos en investigación del cerebro, medicina, psicología, estudios culturales y filosofía. Muestra, entre otras cosas, cómo el flujo espontáneo del pensamiento es importante para descansar, integrar recuerdos y planificar el futuro. El flujo espontáneo de pensamiento también es esencial para la creatividad, la empatía y las relaciones sociales.